# ژاکوب هرمن
ژاکوب هرمن (انگلیسی: Jakob Hermann; ۱۶ ژوئیهٔ ۱۶۷۸ – ۱۱ ژوئیهٔ ۱۷۳۳) ریاضی‌دان، و استاد دانشگاه اهل سوئیس بود.
وی در زمینه مکانیک کلاسیک مشغول به کار بود.